# Tagoropsiella ikondae
Tagoropsiella ikondae is een vlinder uit de familie nachtpauwogen (Saturniidae). De wetenschappelijke naam van deze soort is voor het eerst geldig gepubliceerd in 1974 door Rougeot.
De soort komt voor in tropisch Afrika.